# Дялу-Помілор
Дялу-Помілор (рум. Dealu Pomilor) — село у повіті Горж в Румунії. Адміністративно підпорядковане місту Мотру.
Село розташоване на відстані 249 км на захід від Бухареста, 33 км на південний захід від Тиргу-Жіу, 85 км на північний захід від Крайови.

## Населення
За даними перепису населення 2002 року у селі проживали 289 осіб, усі — румуни. Усі жителі села рідною мовою назвали румунську.